# Zoo de Howletts
Le Parc Howletts de la vie sauvage (Howletts Zoo)  se situe à Bekesbourne dans le Kent, (Angleterre). Créé en tant que zoo privé par John Aspinall, il ouvre au public en 1975. Il est complété par le Zoo de Port Lympne près de Hythe (Kent).
Il s'étend sur 36 hectares et abrite plus de 350 animaux pour quarante espèces. L'éléphant d'Afrique, le gorille des plaines de l'ouest et le macaque à queue de lion sont particulièrement mis en valeur.

## Galerie de photos

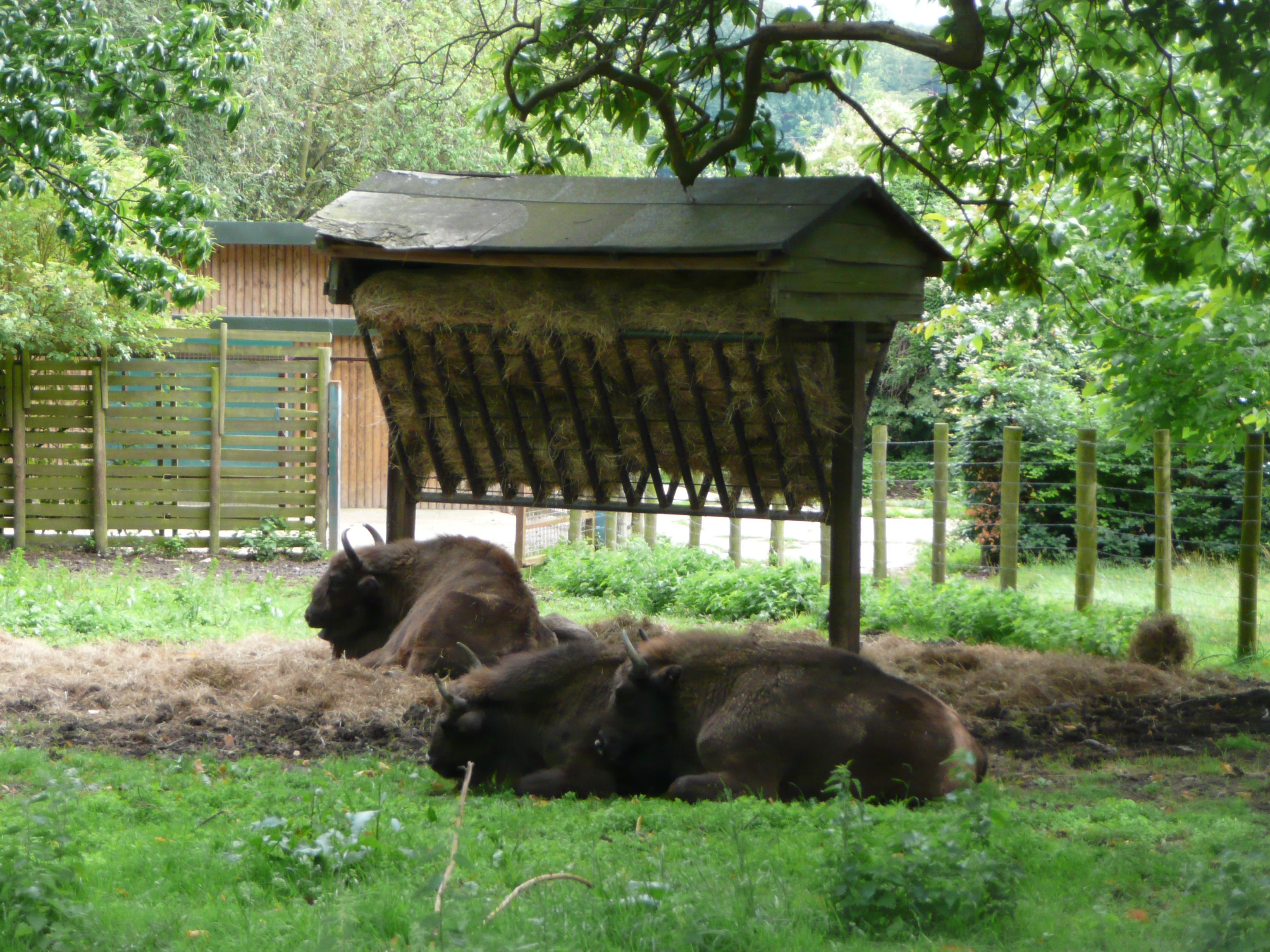
des bisons
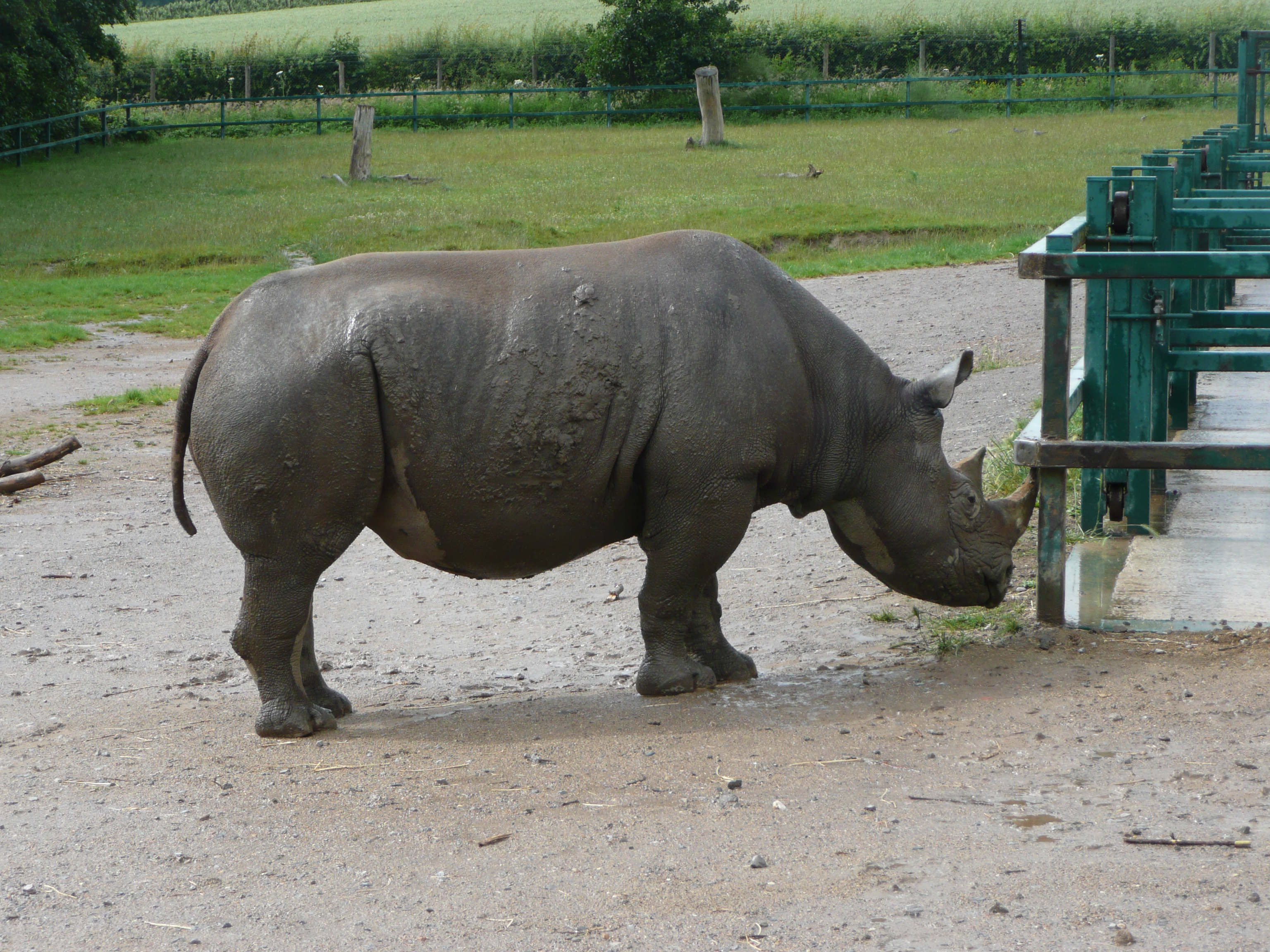
un rhinocéros
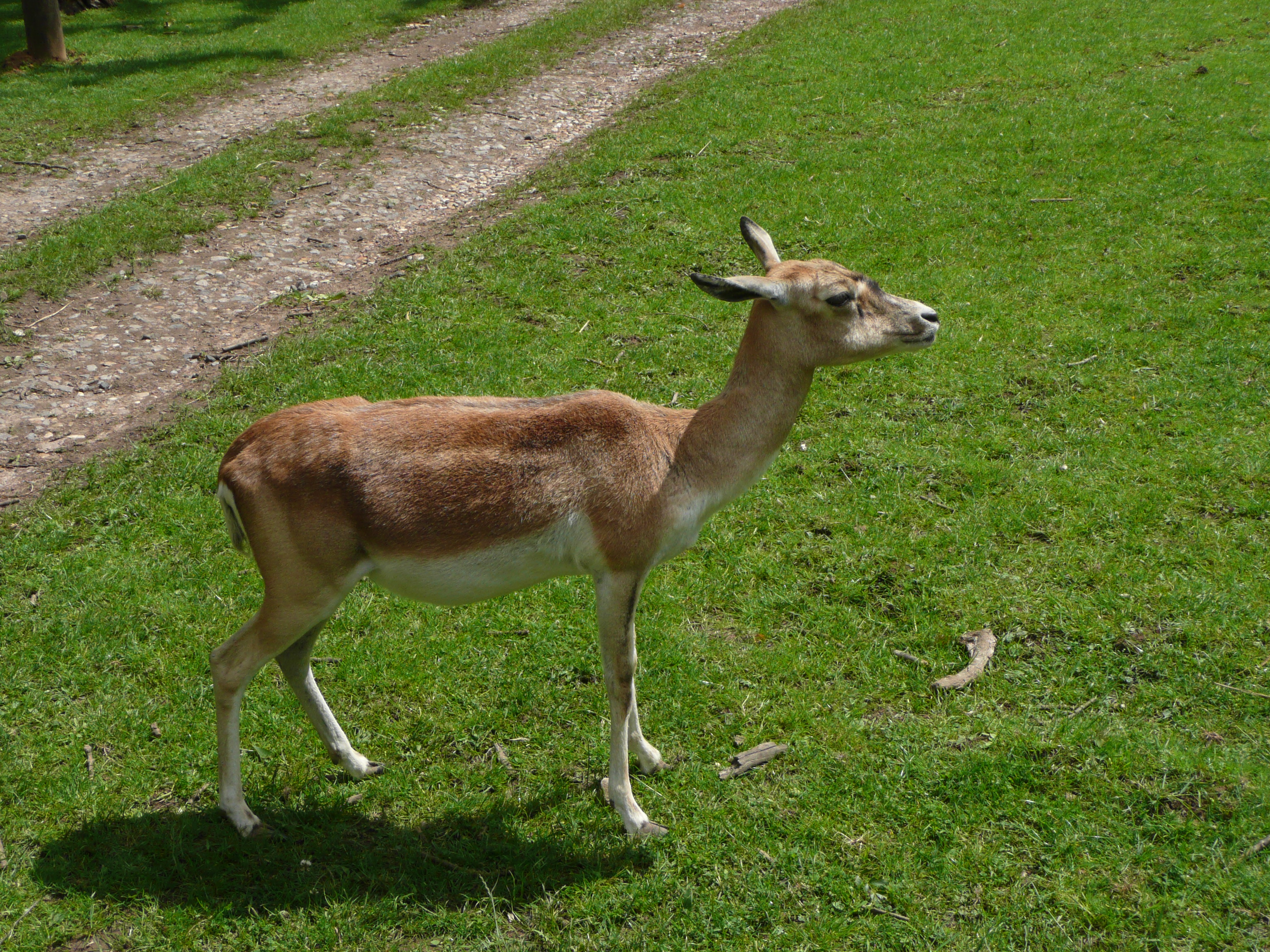
une Antilope
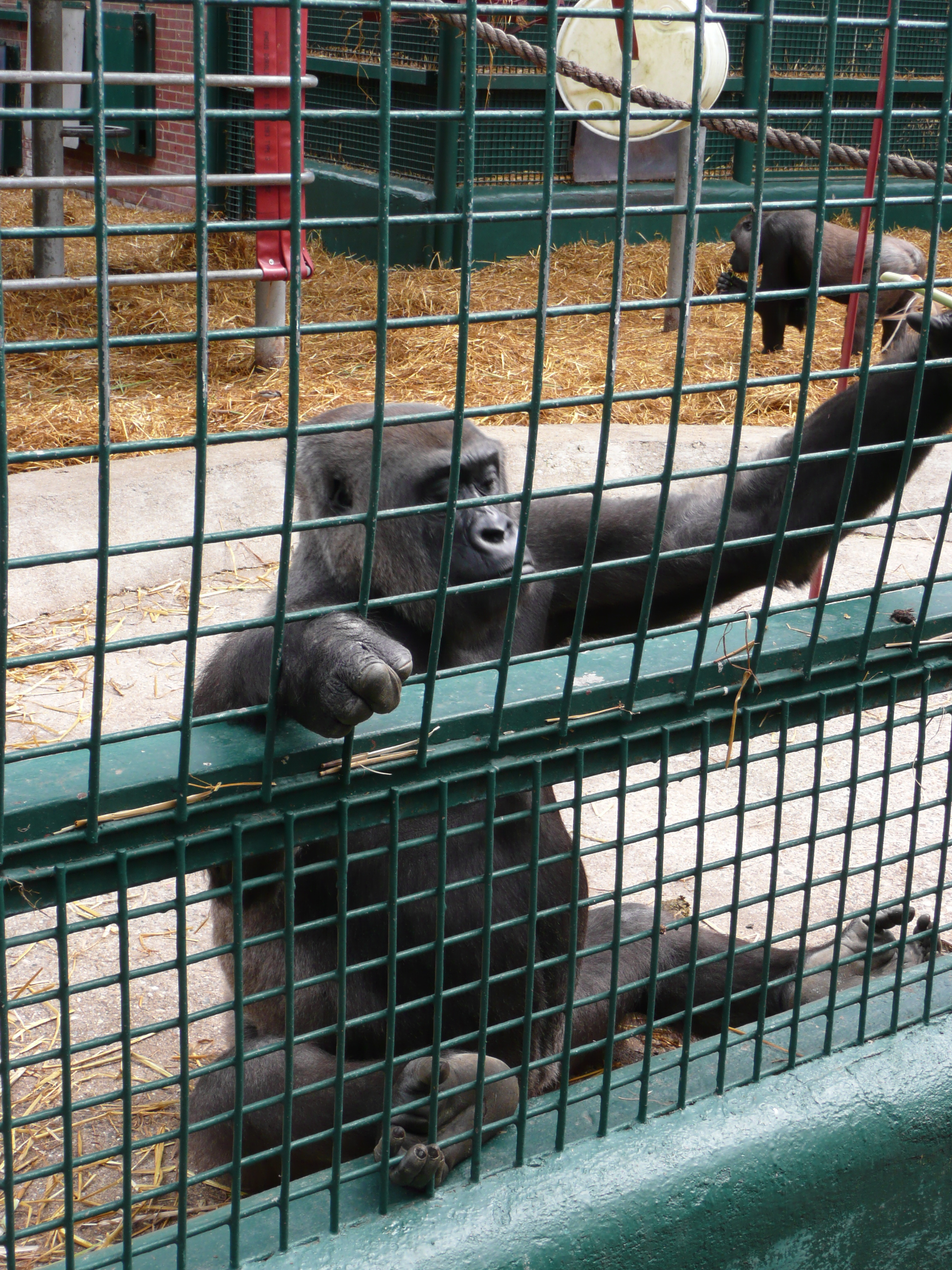
un gorille
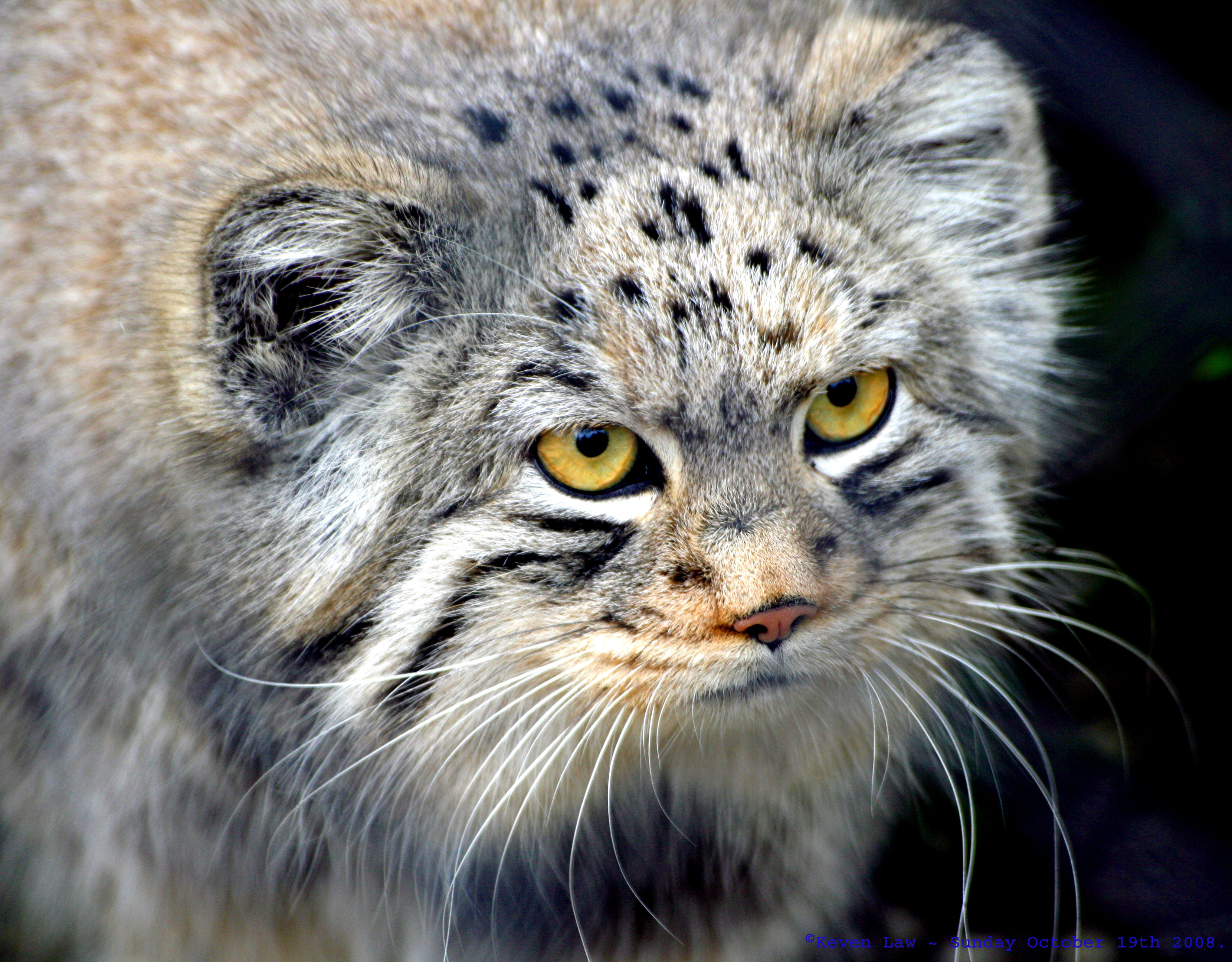
un Chat de Pallas
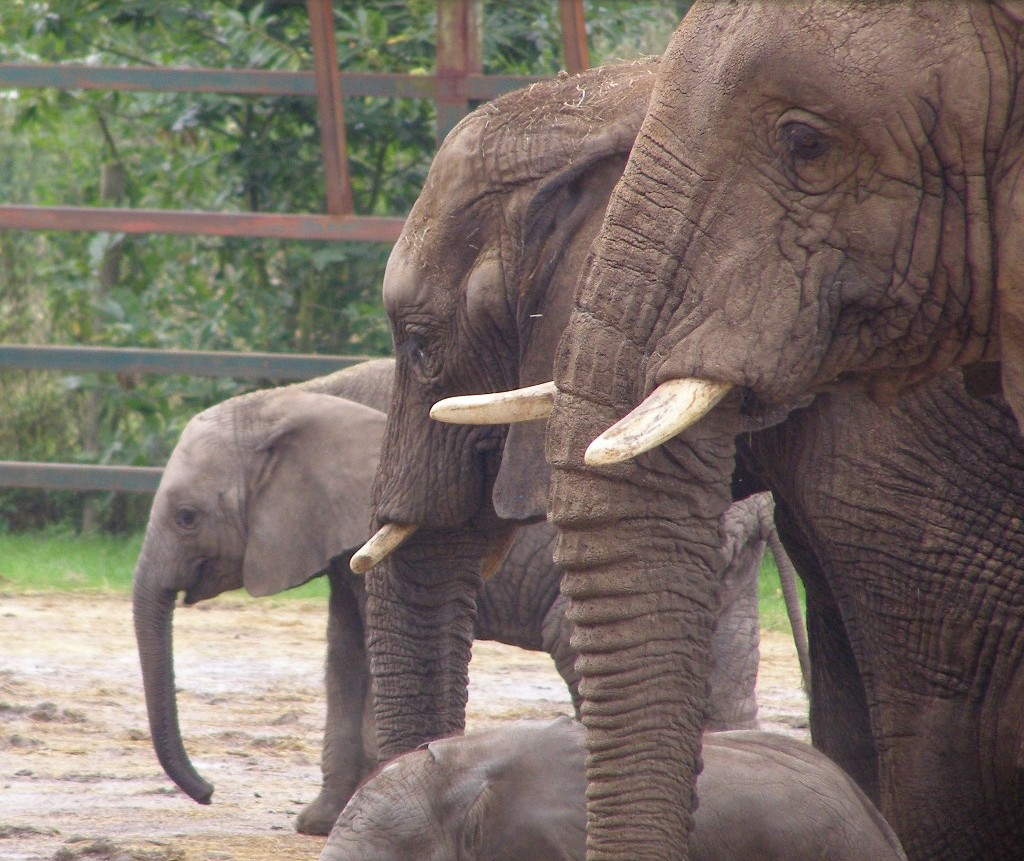
éléphants d'Afrique
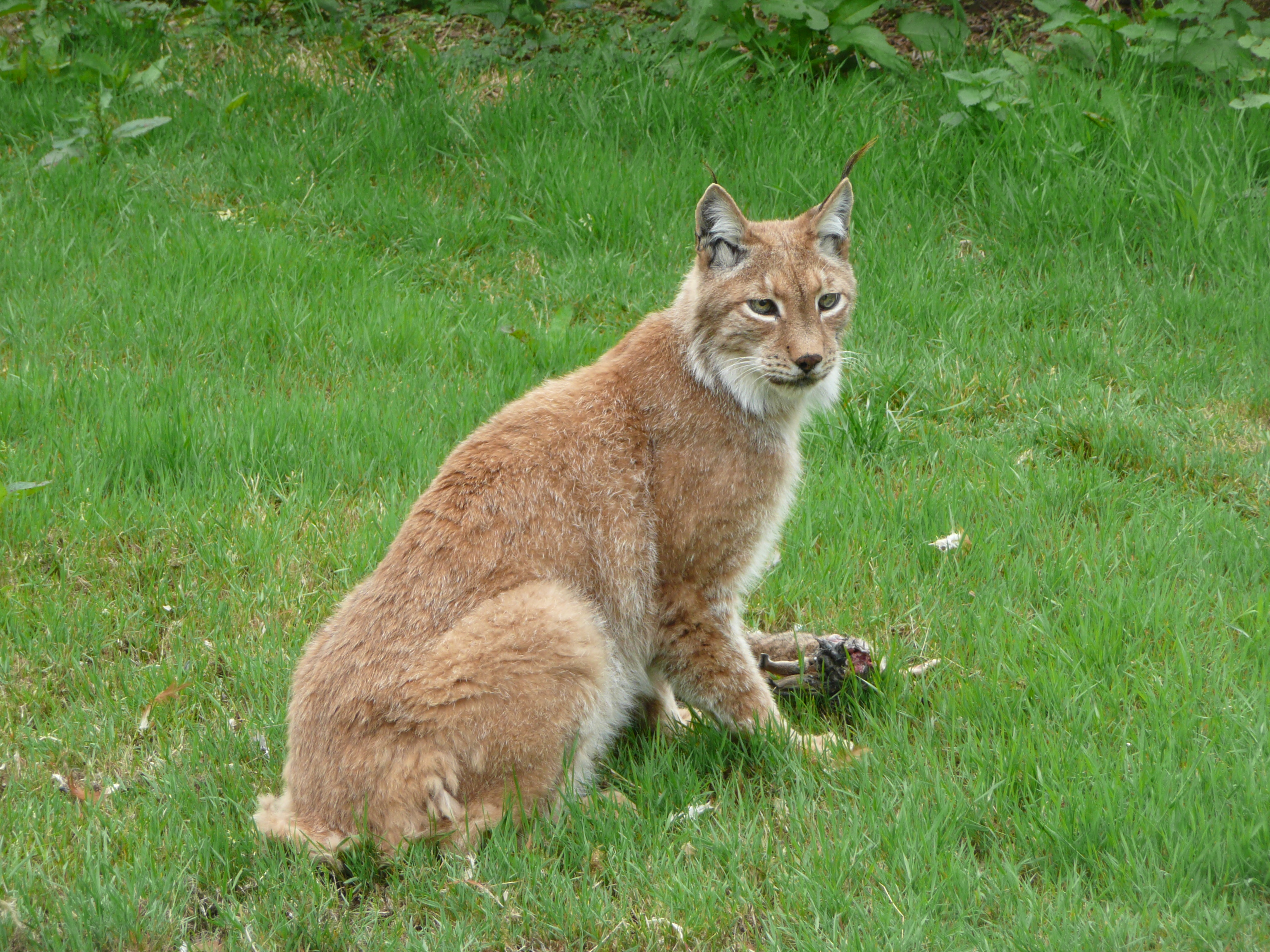
un Lynx
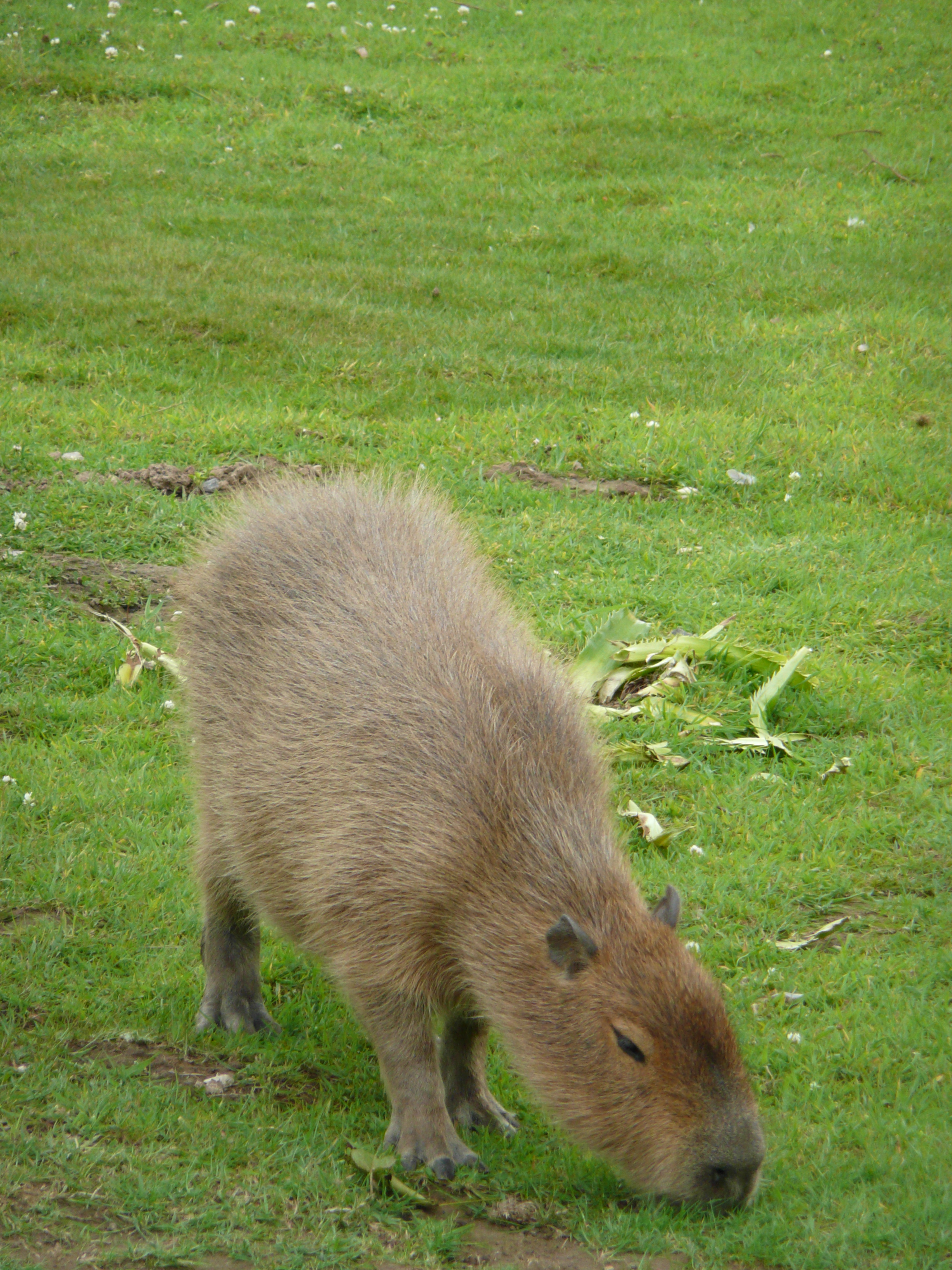
un capybara